# Covanera
Covanera es una localidad española de la provincia de Burgos, en la comunidad autónoma de Castilla y León. Perteneciente al municipio de Tubilla del Agua, se ubica en el valle del Rudrón, en la comarca de Páramos.

## Ubicación
| Noroeste: Ayoluengo           | Norte: San Felices del Rudrón | Noreste: Valdelateja |
| Oeste: Tablada del Rudrón     | Rosa de los vientos           | Este: Nocedo         |
| Suroeste: Bañuelos del Rudrón | Sur: Tubilla del Agua         | Sureste: Sedano      |

## Geografía
El Valle del Rudrón es el marco geográfico donde se ubica este pueblo. Está situado a los dos lados del Rudrón.
En los alrededores de este pueblo se divisan estratos horizontales, mostrando formas de erosión que están compuestos de areniscas muy abundantes de cal y en contacto con margas.
Son espectaculares las zonas del roquedo al norte del pueblo, producto de la erosión de millones de años del río Rudrón. en las que se aprecian los diversos estratos geológicos. Destaca entre todas las rocas «el Perentón» roca vertical única en todo este conjunto que fue horadada por el arroyo Las Pisas al desembocar en el Rudrón. Se ve desde bastantes lugares y siempre para ir al Pozo Azul.

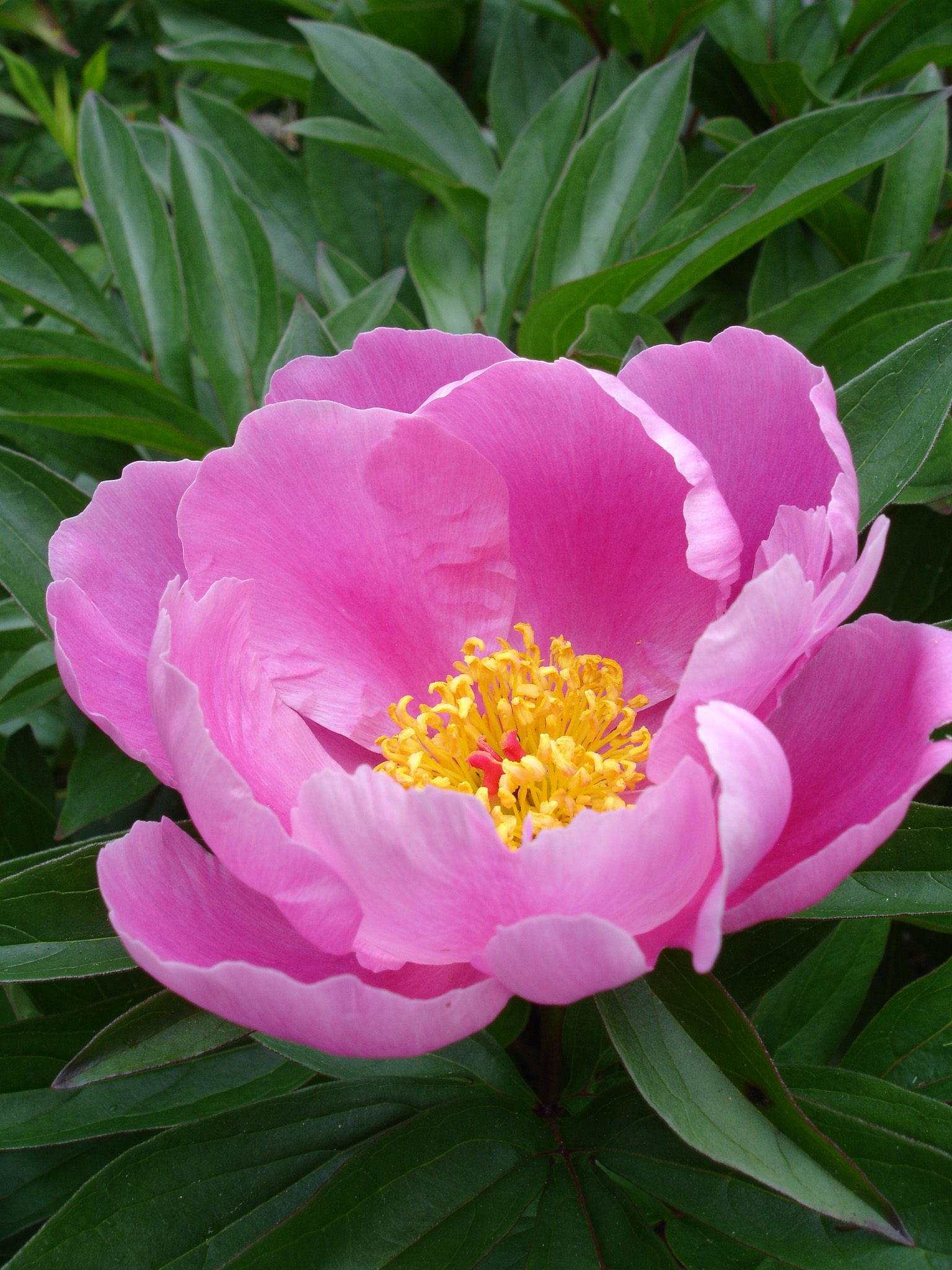
Peonía. En el Valle del Rudrón llamada «bombona».

También es citado como ejemplo de asociaciones de árboles “por ejemplo pueden verse rodales con muchas especies compartidas con los encinares de la zona.”

### Hidrografía
Tiene abundancia de agua.
- El Rudrón.
- El río Moradillo. Atraviesa una amplia vega que en el pasado tenía numerosos árboles frutales. Desemboca en el Rudrón en este pueblo.
- Arroyo Las Pisas. Es el cauce por el que discurre el agua que brota en el Pozo Azul. Las Pisas alude a que su agua se aprovechaba para moler tanto el grano de los cereales como otras plantas como el lino.

También hay numerosos manantiales y fuentes a lo largo de todo su territorio como la fuente de Carrangosta.

## Vías de comunicación
- Por el pueblo pasa la   N-623 .
- Desde este pueblo sale la  BU-514  que conecta con Nocedo, Gredilla, Sedano, Moradillo de Sedano y Mozuelos de Sedano. Llega hasta Masa.

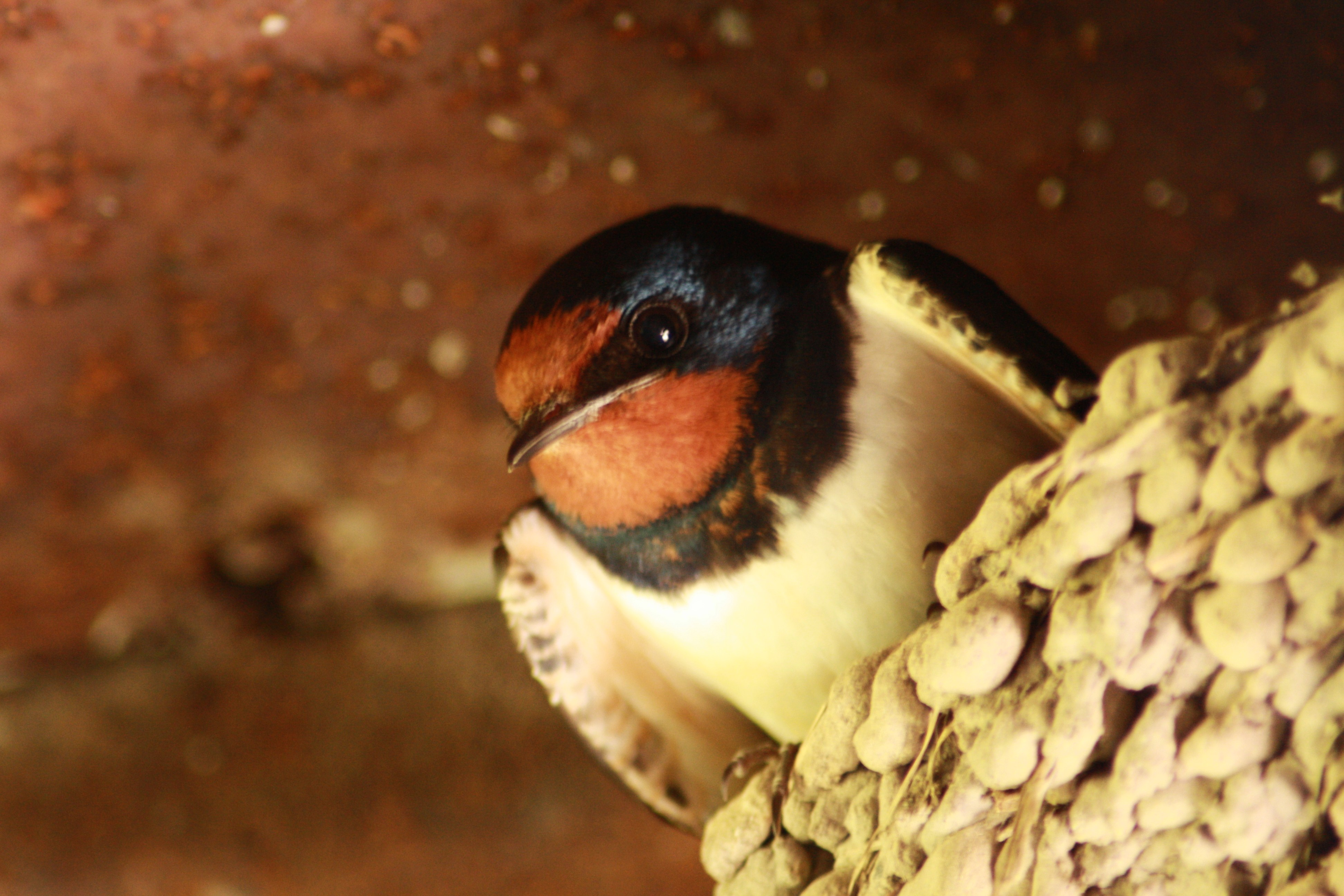
Golondrinas. Muy respetadas en el Valle del Rudrón.

## Historia

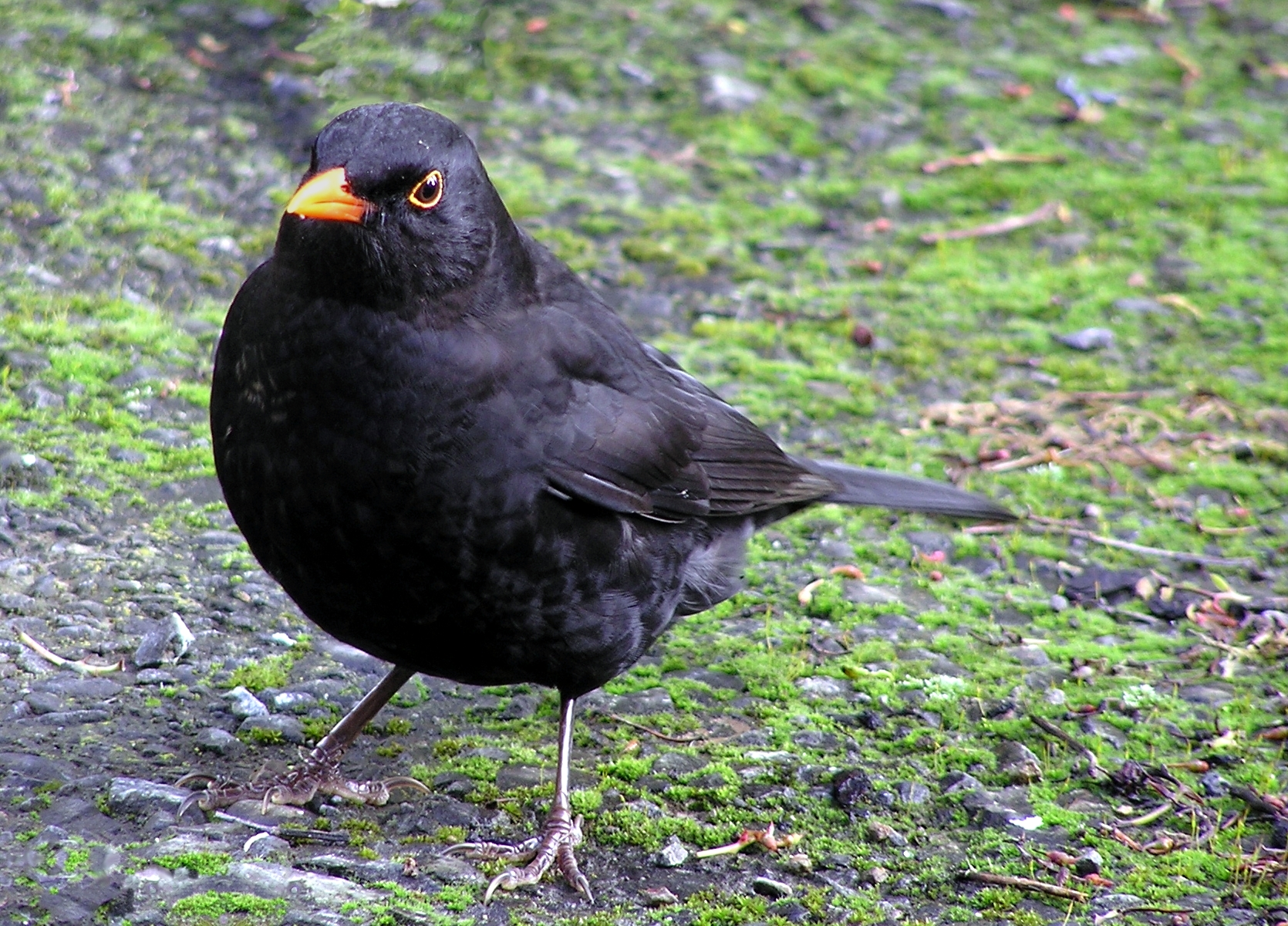
Mirlo común. En el Valle del Rudrón llamado «torda».

Su nombre viene de cova, cuyo significado es ‘cueva’, y especificado con nera, que significa ‘negra’. Seguramente hace referencia a alguna cueva utilizada como residencia humana en la Alta Edad Media. Una muy grande se encuentra en las proximidades del Pozo Azul, en la que se han encontrado restos prehistóricos.

## Urbanismo
El pueblo tiene varios barrios a la izquierda y derecha del río Rudrón. Por tanto tiene 4 puentes, todos ellos de diferentes épocas.
Todo el pueblo tiene interés urbanístico, con calles en cuesta y algunas entre un roquedo llamativo como la que está paralela al río Moradillo. Cuenta con casas al borde de la roca en el Barrio Arriba, o las casas de hidalgos. Sillares amarillo-rojizos, color producto del sol, pueden verse algunas ventanas con pequeños escudos.

## Demografía
| Gráfica de evolución demográfica de Covanera entre 1842 y 1842 |
| |
| Población de derecho según los censos de población del INE Población de hecho según los censos de población del INEEntre el censo de 1857 y el anterior, este municipio desaparece porque se integra en el municipio Tubilla del Agua. |

En 1856 eran 159 vecinos. Población que siguió aumentando y fue necesario construir más casas como evidencia las casas.
En la segunda mitad del siglo XX fue perdiendo población que emigraba a otras provincias próximas sobre todo del norte. También hubo emigrantes a otros países como Francia cuyos descendientes siguen viniendo al pueblo.
También como apellido toponímico existe el apellido «Covanera» con diversas variantes que en la actualidad lo portan pocas personas, por lo que puede desaparecer.

## Fiestas
Como fiestas patronales están las Mercedes, que se celebran en septiembre. También el 7 de agosto se tiene un día festivo en la ermita de san Mamés. En honor de este santo era común un dicho, aludiendo a que el lugar donde está es una vega muy propicia para diversos cultivos y árboles frutales, sobre todo manzanos, y a veces las tormentas veraniegas causaban desastres.

## Pozo Azul
De la roca surge un manantial que desemboca en su breve recorrido; la refracción de la luz engaña en la profundidad y el color; el agua se convierte en un macizo cristal azul verdoso.

## Trajineros del vino
En la antigua fonda mesón conocida como «Taberna de Liborio Bárcena», paraba hace cien años la diligencia de Mariscal, que hacía la ruta de «Peñas Pardas».
Los hermanos Bárcena eran trajineros, y, Mariano, conocido como el «boticario», era el encargado de hacer la mezcla del agua y el vino.